# Christian De Lorenzi
Christian De Lorenzi (Sondalo, 18 febbraio 1981) è un ex biatleta italiano.

## Biografia

### Stagioni 2000-2008
Christian De Lorenzi, originario di Bormio, è entrato a far parte della nazionale italiana nel 1999; attivo dalla stagione 1999-2000, ha partecipato ai Mondiali juniores di Hochfilzen 2000 e di Chanty-Mansijsk 2001, ottenendo come miglior piazzamento l'11º posto nella staffetta in entrambe le occasioni. Ha esordito IBU Cup il 15 dicembre 2001 a Windischgarsten in sprint (7º), in Coppa del Mondo il 20 dicembre 2002 a Osrblie in staffetta (9º) e ai Campionati mondiali a Oberhof 2004, classificandosi 57º nella sprint, 15º nella staffetta e non completando l'individuale e l'inseguimento; ha conquistato il primo podio in IBU Cup l'8 gennaio 2005 a Mittenwald in individuale (3º) e ai successivi Mondiali di Hochfilzen/Chanty-Mansijsk 2005 è stato 13º nell'individuale, 58º nella sprint, 45º nell'inseguimento e 9º nella staffetta.
Ai XX Giochi olimpici invernali di Torino 2006, suo esordio olimpico, si è piazzato 7º nell'individuale, 26º nella sprint, 14º nell'inseguimento, 26º nella partenza in linea e 8º nella staffetta in squadra con René-Laurent Vuillermoz, Paolo Longo e Wilfried Pallhuber); ai Mondiali di Anterselva 2007 è stato 26º nell'individuale, 11º nella sprint, 44º nell'inseguimento, 28º nella partenza in linea e 4º nella staffetta e a quelli di Östersund 2008 6º nell'individuale, 21º nella sprint, 14º nell'inseguimento, 30º nella partenza in linea, 11º nella staffetta e 5º nella staffetta mista. Ha conquistato il primo podio in Coppa del Mondo il 2 marzo dello stesso anno a Pyeongchang in staffetta mista (2º).

### Stagioni 2009-2016
Ai Mondiali di Pyeongchang 2009 si è classificato 43º nell'individuale, 27º nella sprint, 12º nell'inseguimento, 10º nella partenza in linea, 7º nella staffetta e 7º nella staffetta mista e ai XXI Giochi olimpici invernali di Vancouver 2010 37º nell'individuale, 60º nella sprint e 12º nella staffetta (con Markus Windisch, Lukas Hofer e Mattia Cola); ai successivi Mondiali di Chanty-Mansijsk 2010 si è piazzato 8º nella staffetta mista e a quelli di Chanty-Mansijsk 2011 32º nell'individuale, 21º nella sprint, 22º nell'inseguimento, 22º nella partenza in linea, 5º nella staffetta e 5º nella staffetta mista.
Ha conquistato l'unica vittoria in Coppa del Mondo, nonché ultimo podio, il 5 gennaio 2012 a Oberhof in staffetta e ai successivi Mondiali di Ruhpolding 2012 è stato 32º nell'individuale, 59º nella sprint, 37º nell'inseguimento e 4º nella staffetta, mentre a quelli di Nové Město na Moravě 2013 si è classificato 53º nell'individuale, 25º nella sprint, 24º nell'inseguimento e 7º nella staffetta; ai XXII Giochi olimpici invernali di Soči 2014, sua ultima presenza olimpica, si è piazzato 30º nell'individuale, 46º nella sprint, 42º nell'inseguimento e 4º nella staffetta. Ai Mondiali di Kontiolahti 2015 è stato 12º nell'individuale, 25º nella sprint, 21º nell'inseguimento, 18º nella partenza in linea e 12º nella staffetta; ha preso per l'ultima volta il via in Coppa del Mondo il 13 febbraio 2016 a Presque Isle in staffetta (6º) e ha chiuso la sua carriera agonistica ai successivi Mondiali di Oslo 2016, dove si è piazzato 82º nell'individuale, 41º nella sprint, 45º nell'inseguimento e 11º nella staffetta.

## Palmarès

### Coppa del Mondo
- Miglior piazzamento in classifica generale: 22º nel 2011
- 6 podi (2 individuali, 4 a squadre):
  - 1 vittoria (a squadre)
  - 4 secondi posti (2 individuali, 2 a squadre)
  - 1 terzo posto (a squadre)

#### Coppa del Mondo - vittorie
| Data           | Località | Nazione  | Specialità                                               |
| -------------- | -------- | -------- | -------------------------------------------------------- |
| 5 gennaio 2012 | Oberhof  | Germania | RL (con Markus Windisch, Dominik Windisch e Lukas Hofer) |

Legenda:

RL = staffetta

### Coppa Europa
- Miglior piazzamento in classifica generale: 28º nel 2005[1]
- 1 podio:
  - 1 terzo posto

### Campionati italiani
- 12 medaglie[1]:
  - 7 ori (partenza in linea nel 2006; sprint, partenza in linea nel 2007; sprint nel 2008; sprint, inseguimento nel 2010; partenza in linea nel 2013)
  - 5 argenti (individuale, sprint, inseguimento nel 2004; inseguimento nel 2007; partenza in linea nel 2011)
  - 1 bronzo (inseguimento nel 2005)

### Campionati italiani juniores
- 7 medaglie[1]:
  - 5 ori (inseguimento nel 2000; partenza in linea, inseguimento, sprint, individuale nel 2001)
  - 1 argento (sprint nel 1999)
  - 1 bronzo (sprint nel 2000)